# Thorsten Blix
Carl Thorsten Blix, född den 27 april 1854 i Lyrestads socken, Skaraborgs län, död den 15 februari 1925 i Växjö, var en svensk jurist.
Blix avlade mogenhetsexamen i Örebro 1872 och blev samma år student vid Uppsala universitet, där han avlade examen till rättegångsverken 1876. Han blev vice häradshövding 1880 och adjungerad ledamot i Svea hovrätt 1889. Blix var häradshövding i Jämtlands norra domsaga 1890 och i Västra Värends domsaga 1904. Han blev riddare av Nordstjärneorden 1900 och kommendör av andra klassen av samma orden 1919.